# Précession de Thomas

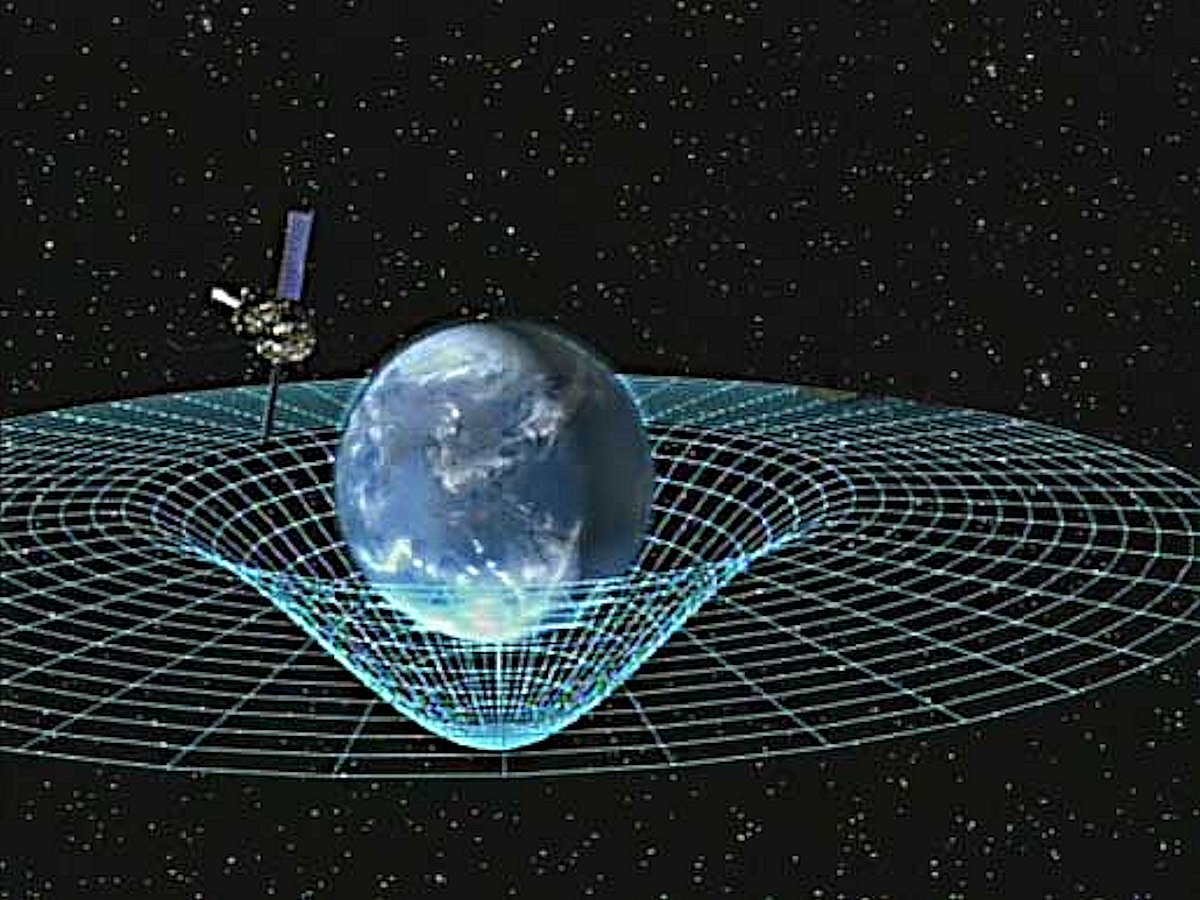
Concept d'artiste de Gravity Probe B en orbite autour de la Terre pour mesurer l'espace-temps, une description en quatre dimensions de l'univers comprenant la hauteur, la largeur, la longueur et le temps.

La précession de Thomas est le nom donné au phénomène de précession que subit le moment cinétique d'un objet, ou le spin d'une particule élémentaire quand elle possède une trajectoire accélérée non soumise aux forces gravitationnelles. La précession de Thomas doit son nom à Llewellyn Thomas qui l'a mise en évidence en 1926. La précession de Thomas est une des deux composantes de ce qui est appelé la précession géodétique, qui inclut aussi les effets du champ gravitationnel (effet de Sitter). Historiquement, la précession de Thomas a été mise en évidence pour expliquer certaines propriétés des niveaux d'énergie observés dans l'atome d'hydrogène. Celles-ci mettaient en évidence le fait que l'électron possédait un moment cinétique intrinsèque (le spin), capable de se coupler à un champ magnétique extérieur (effet Zeeman) ainsi que d'être affecté par le moment cinétique orbital de l'électron soumis aux forces électrostatiques du noyau atomique central (interaction spin-orbite). Dans le cas de l'électron, cette précession réduit l'interaction spin-orbite par un facteur 1/2, parfois appelé facteur de Thomas.

## Formule de la précession
Le moment cinétique propre {\displaystyle \mathbf {S} } d'un objet subissant une accélération {\displaystyle \mathbf {a} } et animé d'une vitesse {\displaystyle \mathbf {v} } dans un référentiel donné va précesser selon la formule usuelle
{\displaystyle {\frac {{\rm {d}}{\mathbf {S} }}{{\rm {d}}t}}={\mathbf {\Omega } }\wedge {\mathbf {S} }},
avec, dans le cas v << c  et donc γ²/(γ+1) ≈ 1/2 :
{\displaystyle {\mathbf {\Omega } }={\frac {1}{2}}{\frac {{\mathbf {a} }\wedge {\mathbf {v} }}{c^{2}}}},
où c est la vitesse de la lumière.
Dans le cas d'une particule ayant une trajectoire circulaire non relativiste repérée par le vecteur vitesse angulaire {\displaystyle {\mathbf {\omega } }}, la précession se fait selon le vecteur
{\displaystyle {\mathbf {\Omega } }=-{\frac {1}{2}}{\frac {v^{2}}{c^{2}}}{\mathbf {\omega } }},
c'est-à-dire dans le sens opposé de la rotation de la particule et significativement plus lentement que celle-ci.

## Interprétation physique
La précession de Thomas est un phénomène résultant des lois de la relativité restreinte (dans la limite où la vitesse de la lumière devient infinie, il n'y a pas de précession). Mathématiquement, elle provient de ce que la combinaison de plusieurs transformations de Lorentz ne correspond pas nécessairement à une transformation de Lorentz, mais à la combinaison d'une telle transformation et d'une rotation d'espace. Un objet accéléré peut être suivi en considérant le référentiel qui lui est attaché. D'un instant t à un instant t+δt, l'accélération {\displaystyle {\mathbf {a} }} subie par l'objet peut être modélisée en changeant le référentiel qui suit l'objet, obtenu du précédent par une transformation de Lorentz déterminée par le vecteur vitesse {\displaystyle {\mathbf {v} }={\mathbf {a} }\delta t}. La combinaison successive de telles transformation de Lorentz infinitésimales correspond non pas à une transformation de Lorentz, mais la combinaison d'une transformation de Lorentz et d'une rotation. Le moment cinétique propre de l'objet, constant au cours du temps si aucun couple ne s'applique sur lui va ainsi subir cet effet de rotation du système d'axes attaché à l'objet et donc changer de direction. Un tel raisonnement appliqué à la cinématique galiléenne ne donne pas le même résultat, car la combinaison de plusieurs transformations de Galilée donne cette fois-ci une autre transformation de Galilée, sans adjonction d'une rotation.